# تومي كورك
تومي كورك (بالإنجليزية: Tommy Crook)‏ هو موسيقي أمريكي، ولد في 16 فبراير 1944.